# حسین‌آباد مهلار سفلی
حسین‌آباد مهلار سفلی نام روستایی از توابع بخش انابد شهرستان بردسکن در استان خراسان رضوی است. این روستا در دهستان درونه قرار دارد و براساس سرشماری سال ۱۳۸۵ جمعیت آن ۱۲۰ نفر (۲۷ خانوار) بوده است.